# Eumegethes picta
Eumegethes picta är en fjärilsart som beskrevs av Turati 1924. Eumegethes picta ingår i släktet Eumegethes och familjen mätare. Inga underarter finns listade i Catalogue of Life.